# AJ Venter
Albertus Johannes Venter, detto AJ (Zastron, 29 luglio 1973), è un ex rugbista a 15 e imprenditore sudafricano, terza linea, 25 volte internazionale con la maglia degli Springbok.
Arriva in Italia nel 1994 all'età di 21 anni per giocare con il Rovigo dove resta per tre anni, per tornare in Sudafrica a disputare la fase finale della Currie Cup del 1997 con Free State.
Gioca poi nel Super 12 con i Cats e nel 1999 vince la Currie Cup con i Golden Lions.
Nel 2000 passa agli Sharks e fa il suo esordio con la Nazionale sudafricana il 26 novembre contro il Galles (23-13 per i sudafricani).
È stato anche nazionale sudafricano di rugby a 7 e più volte ha giocato nei Barbarians.

## Palmarès
- Currie Cup: 1
Golden Lions: 1999